# Wild One
"Wild One" is een hitsingle van de Amerikaanse soulgroep Martha & The Vandellas. Het was de tweede van drie singles afkomstig van het album Dance Party. De voorganger was de grootste hit die de groep ooit zou hebben, namelijk "Dancing in the Street". Ook de opvolger, "Nowhere to Run", zou een groot succes worden. Alhoewel "Wild One" niet zo succesvol als deze beide singles was, wist ook dit nummer de top 40 van de Amerikaanse popparade te bereiken. In Canada was het nummer, met een nummer 29-notering tegenover een 34e plaats in de VS, op de poplijst echter succesvoller. Op de Amerikaanse r&b-hitlijst was "Wild One" daarentegen het succesvolst. Met een nummer 11-notering wist het daarop op een haar na de top 10 te bereiken.
Net zoals "Dancing in the Street" werd ook "Wild One" geschreven door William "Mickey" Stevenson in samenwerking met Ivy Jo Hunter. Dit kwam doordat, zoals eerder vermeld, de voorganger een heel grote hit was geworden. De twee moesten het dit keer echter wel zonder samenwerking met Marvin Gaye doen. De tekst van "Wild One" is een hulde aan motorrijders. Het nummer gaat over de sterke liefde die de vertelster, leadzangeres Martha Reeves, voor haar vriend voelt, ondanks dat haar omgeving zegt dat hij niet deugt. Ze zegt tegen hem dat hij niet moet luisteren naar wat anderen zeggen en aan zijn liefde voor haar moet vasthouden. "Wild One" werd vlak na "Leader of the Pack" uitgebracht. Dit was een nummer 1-hit van de Amerikaanse meidengroep The Shangri-Las, die eveneens motorrijders als thema had.
De muziek voor het nummer in kwestie werd door The Funk Brothers voor hun rekening genomen. Dit was de vaste studioband van Motown, de platenmaatschappij waarbij Martha & The Vandellas een contract hadden. Onder anderen Benny Benjamin op drums, James Jamerson op bas, Jack Ashford op percussie en vibrafoon, Robert White en Eddie Willis op gitaar en daarnaast ook songwriter Ivy Jo Hunter op percussie zorgden ervoor dat "Wild One" ongeveer dezelfde muzikale structuur had als zijn voorganger, "Dancing in the Street". Zo is er ook een duidelijke tamboerijn op elke tweede en vierde tel van de maat en zijn de blazers onmiskenbaar aanwezig. Daarnaast werd ook gebruikgemaakt van zogenaamde vraag-en-antwoordzang. Dit betekent dat de andere Vandellas, Rosalind Ashford en Betty Kelly, reageerden op de tekst die Martha Reeves zong.
"Wild One" is door de jaren heen onder andere gecoverd door een andere artiest van Motown. Het was Choker Campbell samen met zijn bigband die een instrumentale versie van het nummer in 1965 op zijn album Hits of the Sixties uitbracht. Ook "Dancing in the Street" en nog een hit van Martha & The Vandellas, "(Love I Like a) Heatwave", verschenen als een instrumentale versie op dit album. De B-kant van "Wild One", "Dancing Slow" geheten, werd echter niet opnieuw opgenomen door Choker Campbell. Wel verscheen het net zoals de A-kant op Dance Party. Tevens werd dit nummer geschreven door de songwriters van "Wild One", Hunter en Stevenson.

## Bezetting
- Leadzang: Martha Reeves
- Achtergrond: Rosalind Ashford en Betty Kelly
- Instrumentatie: The Funk Brothers
- Schrijvers: William Stevenson & Ivy Jo Hunter
- Producenten: William Stevenson & Ivy Jo Hunter